# Sisters (1973)
Sisters is een Amerikaanse horrorfilm uit 1973 onder regie van Brian De Palma.

## Verhaal
Danielle is mooie, jonge vrouw. Ze leert een knappe man kennen in een televisieprogramma, maar haar tweelingzus en haar ex-man zijn jaloers. Wanneer de buurvrouw door haar raam een vreselijke moord ziet gebeuren in het appartement van Danielle, gaat ze een kijkje nemen.

## Rolverdeling
| Acteur          | Personage                             |
| --------------- | ------------------------------------- |
| Margot Kidder   | Danielle Breton / Dominique Blanchion |
| Jennifer Salt   | Grace Collier                         |
| Charles Durning | Joseph Larch                          |
| William Finley  | Emil Breton                           |
| Lisle Wilson    | Phillip Woode                         |
| Barnard Hughes  | Arthur McLennen                       |
| Mary Davenport  | Peyson Collier                        |
| Dolph Sweet     | Detective Kelly                       |

## Galerij

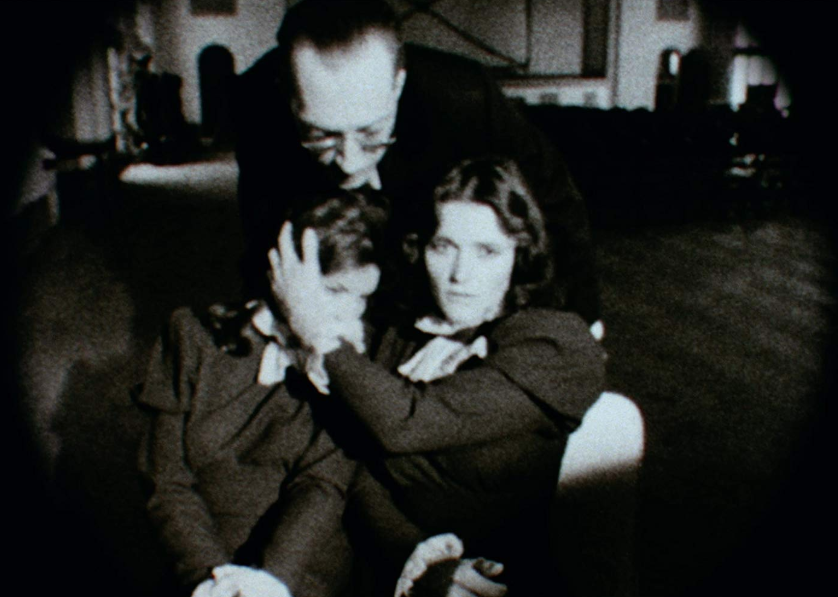
Jennifer Salt, William Finley en Margot Kidder in Sisters